# NGC 3220
NGC 3220 est une galaxie spirale située dans la constellation de la Grande Ourse. NGC 3220 a été découverte par l'astronome germano-britannique William Herschel en 1793. Cette galaxie a aussi été observée par l'astronome américain Lewis Swift le 8 août 1890 et elle a été inscrite à l'Index Catalogue sous la cote IC 604.

## Caractéristiques
Sa vitesse par rapport au fond diffus cosmologique est de 1 320 ± 11 km/s, ce qui correspond à une distance de Hubble de 19,5 ± 1,4 Mpc (∼63,6 millions d'al).
La classe de luminosité de NGC 3220 est II et elle présente une large raie HI.

## Groupe de NGC 3264
NGC 3220 est une galaxie brillante dans le domaine des rayons X et elle fait partie du groupe de NGC 3264 qui comprend six galaxies. Les cinq autres galaxies de ce groupe sont NGC 3206, NGC 3264, NGC 3353, UGC 5848 et UGCA 211. Ce même groupe avec les mêmes galaxies est aussi mentionné dans un article publié par A.M. Garcia en 1993.
Les galaxies NGC 3206 et NGC 3220 sont dans la même région du ciel et selon une étude réalisée par Abraham Mahtessian en 1988, elles forment une paire de galaxies.